# Gut Priemern

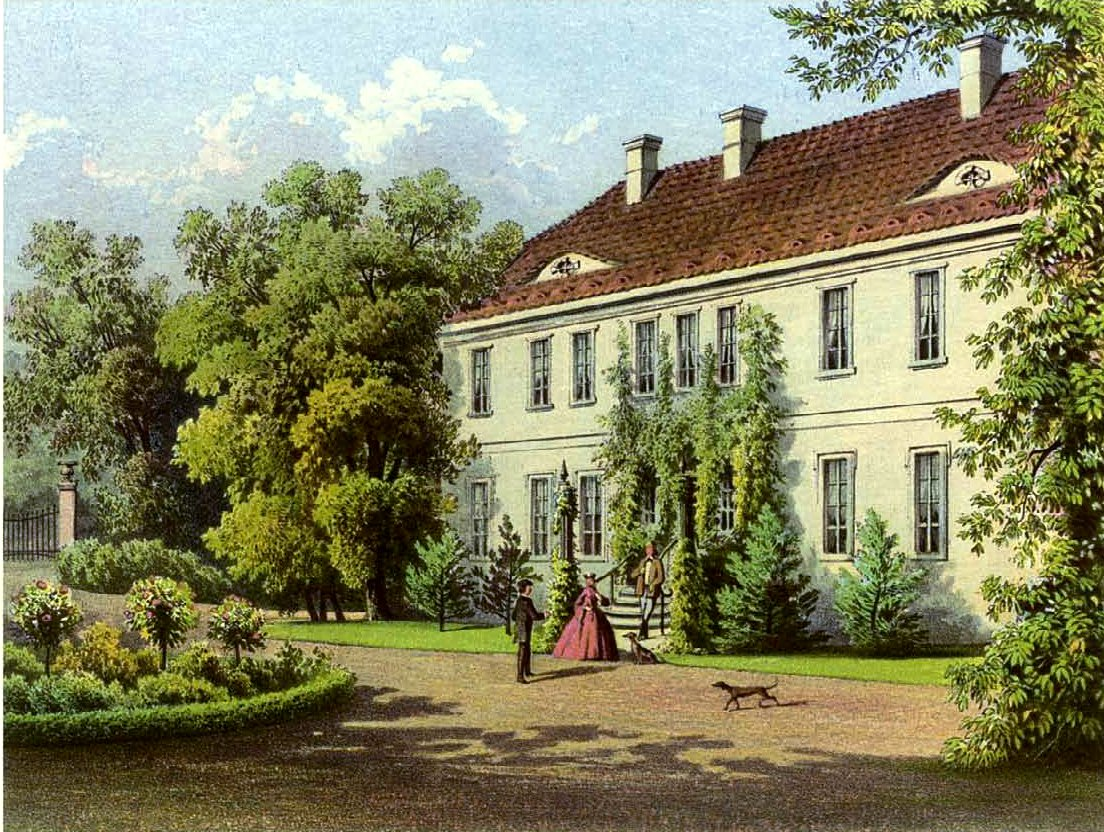
Gut Priemern, nach Sammlung Alexander Duncker (1871/73)

Das Gut Priemern ist eine denkmalgeschützte Gutsanlage in Ortsteil Priemern der Gemeinde Altmärkische Höhe in Sachsen-Anhalt. Im örtlichen Denkmalverzeichnis ist es unter der Erfassungsnummer 094 36375 als Baudenkmal verzeichnet. Beim Gut Priemern handelt es sich um ein ehemaliges Rittergut, bestehend aus langgestreckten Wohngebäuden, Stallungen und einer Parkanlage.

## Geschichte
Gut Priemern war wie das benachbarte Bretsch früh im Besitz der Familie von Eimbeck mit vormaligen Stammsitz auf dem gleichnamigen Schloss Eimbeck in der Altmark. Priemern war Nebengut von Bretsch, so auch beim Oberst Valentin Balthasar von Eimbeck († 1725), verheiratet mit Kunigunde Maria von Jagow-Scharpenhufe. Durch den frühen Tod des eigentlichen Gutserben, dem Letzten des Geschlechts von Eimbeck, Levin Gustav Werner von Eimbeck († Stendal 1758), Sohn des Majors Thomas Valentin von Eimbeck-Priemern († 1745) und dessen Frau Charlotte von der Schulenburg, schien die Erbfolge von Gut Priemern vakant. Doch durch die Heirat 1764 der Tochter des vorgenannten Obersts, Christiane Wilhelmine von Eimbeck (1741–1785), mit dem späteren Generalmajor August Ferdinand von der Schulenburg (1729–1787) kam es an die Familie von der Schulenburg-Beetzendorf. Der Grabstein des Paares befindet sich in der Dorfkirche Bretsch. Namhafte Vertreter auf Priemern waren des Weiteren Leopold Wilhelm von der Schulenburg und der Generalleutnant Julius von der Schulenburg. Dann folgte Gustav Karl Ernst von der Schulenburg-Priemern (1814–1890), der 1864 preußischer Gesandter am sächsischen Könighof wurde, und am 15. Juni 1866 die Kriegserklärung Preußens an König Johann von Sachsen im Residenzschloss zu Dresden abends persönlich übergab. Letzter Schulenburg auf Priemern war nach dem Genealogischen Handbuch des Adels der preußische Regierungsreferendar Werner von der Schulenburg (1855–1930), verheiratet mit Helene von Bülow-Kühren (1870–1948). Schulenburg begann seine Karriere auf der Ritterakademie Brandenburg, wollte zunächst Jura studieren, war auch Major d. R. Der ehemalige Diplomat war auch Rechtsritter des Johanniterordens. Den Besitz Priemern hielt er von 1890 bis 1912. Dann zog die Familie nach Kemnitz bei Neubrandenburg.
1913 erwarb Hans Georg Oeder das Gut sowie 600 Hektar Land von der Familie von der Schulenburg. Er ließ das Gut erweitern und modernisieren. Nach dem Zweiten Weltkrieg wurde das Gut mit allen Besitzungen verstaatlicht und wurde ab 1949 im Zuge der Bodenreform Teil des Volksguts VE Tierzuchthauptgut Bretsch-Priemern, als Saat- und Tierzucht-Hauptgut. Ab 1963 hieß das Gut VEG Tierzucht Bretsch und war Teil der VVB Tierzucht Paretz, beziehungsweise später des VE Kombinat Tierzucht Paretz. Nach der Wende ging das Gut in den Besitz der Treuhand. 1992 wurde zwischen der Treuhand und der Familie Erbacher ein Mietvertrag geschlossen, diese wollten auf dem Gelände des Gutes einen Reiterhof gründen. Der Mietvertrag wurde bereits 1993 gekündigt. In der Zeit zwischen 1994 und 1996 wurde es dann von der Arbeiterwohlfahrt genutzt. Im November 1996 wurde das Gut Eigentum des Landkreises Stendal. Am 14. April 1997 fand eine feierlich Übergabe des Guts Priemern an den Deutschen Paritätischen Wohlfahrtsverband statt, der dann die Gut Priemern gGmbH gründete. Die Gut Priemern gGmbH betreibt seitdem dort ein sozialtherapeutisches Zentrum.